# Melanophryniscus simplex
Melanophryniscus simplex är en groddjursart som beskrevs av Ulisses Caramaschi och Cruz 2002. Melanophryniscus simplex ingår i släktet Melanophryniscus och familjen paddor. IUCN kategoriserar arten globalt som otillräckligt studerad. Inga underarter finns listade i Catalogue of Life.